# レオ・ゴードン
レオ・ゴードン（Leo Gordon、2003年4月22日 - ）は、ジャパンラグビーリーグワンクリタウォーターガッシュ昭島に所属するラグビー選手。

## プロフィール
- ニュージーランド出身[1]。
- ポジションはセンター(CTB)。
- 身長 185cm、体重 101kg。
- U20ニュージーランド代表に選ばれたことがある。

## 略歴
パーマストンノース高校卒業後、オークランド、ノースハーバー、ブルーズを経て、2024年、クリタウォーターガッシュ昭島に加入。同年12月22日に行われたJAPAN RUGBY LEAGUE ONE第1節狭山ラガッツ戦に先発出場でリーグワン公式戦初出場を果たした。

## 受賞歴

### ジャパンラグビーリーグワン
- 2024-25ベストラインブレイカー(DIVISION 3)